# Les Fleurs noires de Santa Maria
 (janvier 2015).
Si vous disposez d'ouvrages ou d'articles de référence ou si vous connaissez des sites web de qualité traitant du thème abordé ici, merci de compléter l'article en donnant les références utiles à sa vérifiabilité et en les liant à la section « Notes et références ».
Les Fleurs noires de Santa Maria (Santa María de las flores negras) est un roman de Hernán Rivera Letelier publié en espagnol en 2002, et traduit en français en 2004.
Ce roman décrit la grève dans les mines de salpêtre (nitrate) du désert d'Atacama (situé au nord du Chili) et sa sanglante répression en décembre 1907.

## Résumé
En 1907, de grandes grèves éclatent dans les mines de salpêtre. Les mineurs et leur famille traversent le désert pour se rendre dans la ville d'Iquique pour y suivre les négociations. Chaque jour, des nouveaux grévistes les rejoignent dans la ville. Ils sont au moins dix mille, et la vie s'organise à l'école Santa Maria où ils sont parqués. Pendant ce temps les négociations ont lieu entre le préfet, les patrons et le comité central représentant les grévistes.
Pour mettre fin à cette grève, l'état de siège sera déclaré, les grévistes sommés de reprendre le travail sous peine que l'armée ouvre le feu pour les déloger. La grève se termine avec le meurtre de plus de trois mille hommes, femmes et enfants.

## Personnages
- Les mineurs : Olegario Santana, Domingo Dominguez, José Pintor et Idilio Montano
- Gregoria Becerra, énergique veuve, mère de Juan de Dios et de Liria Maria qui tombera amoureuse d'Idilio
- Rosario Calderon, le poète aveugle

## Édition
- Métailié, collection Bibliothèque Hispano-Américaine, 2004. Traduit par Bertille Hausberg.